# El ABC de la prohibición de libros
El ABC de la prohibición de libros es un documental de corta duración realizado en 2023 bajo la dirección de Sheila Nevins, con codirección a cargo de Trish Adlesic y Nazenet Habezghi. La producción estuvo a cargo de Trish Adlesic.  Su estreno tuvo lugar durante el Festival de Cine de Woodstock, el 30 de septiembre de 2023.

## Resumen
El documental muestra a diversos individuos debatiendo sobre la prohibición generalizada de libros que abordan temáticas LGBT y asuntos raciales, , con un enfoque particular en el estado de Florida.
Entre los libros mencionados en el documental figuran And Tango Makes Three, Maus, Ambitious Girl, Beloved, The Life of Rosa Parks, The Hips on the Drag Queen Go Swish, Swish, Swish, Anne Frank's Diary: The Graphic Adaptation, The Hate U Give, All Boys Aren't Blue y Gender Queer .

## Recepción

### Respuesta crítica
Josiah Teal, de Film Threat, otorgó al documental una calificación de 9/10, destacando:
«ABCs of Book Banning resume de forma excelente los detalles significativos en poco menos de media hora. Dice mucho sobre la importancia de ampliar las perspectivas a través de la literatura, especialmente a una edad temprana».
Por su parte, Jennie Kermode, de Eye For Film, lo calificó con 4,5/5 estrellas y señaló:
«Es una película sencilla, pero por ello más contundente: una película en defensa de las palabras que no necesita muchas para transmitir su mensaje»..

Sin embargo, Colin Souter de Roger Ebert.com ofreció una reseña ambivalente sobre el documental, señalando:
«La película tiene buenas intenciones, pero su enfoque es ingenuo. Predica a los ya convencidos durante veintisiete minutos, pero nunca ofrece respuestas sobre cómo los estudiantes o los padres de estas escuelas pueden luchar contra las políticas u obtener copias de los libros prohibidos en otros lugares. Este es el tipo de película que se muestra el primer día en una clase de Bibliotecología 101, una versión en PowerPoint y en formato de lista de “<i>Los niños dicen las cosas más raras</i>”. Estoy de acuerdo con todo lo que dice, pero como documental, le falta fuerza y sustancia».

### Reconocimientos
El documental recibió una nominación en la categoría de Mejor Cortometraje Documental en la 96º edición de los Premios Óscar .  